# 三国志 中原之霸者
《三国志 中原之霸者》是南梦宫公司在1988年于红白机平台上发行的一款历史战略模拟游戏，被许多日本媒体认为FC上最杰出的历史模拟游戏。1992年，南梦宫在红白机上推出续篇《三国志II 霸王的大陆》。
2006年，南夢宮發行了PlayStation Portable強化重製版，题为《中原之霸者 -三國將星傳-》。游戏包括黃巾之亂、反董卓聯軍、群雄割據、關中討伐、三國鼎立等时代。